# Еліза Арнберг
Єлизавета Зенаїда Арнберг (швед. Elisabeth (Elise) Zénaide Arnberg; 11 листопада 1826 — 6 вересня 1891) — шведська художниця-мініатюристка, фотографка. Відома портретною мініатюрою на слоновій кістці. Працювала аквареллю, гуашшю і пастеллю. Картини експонувалися на мистецьких виставках у Стокгольмі, її роботи представлені у Національному музеї Швеції.

## Біографія
Народилася 11 листопада 1826 року у Стокгольмі у сім'ї художника-карбувальника Еріка Талена (Eric Talén, 1783—1839) і Генрієтти Енґельбрехт (Henrietta Engelbrecht).
У 1859 році одружилася з фотографом Туре Арнберґом (Thure Arnberg) (1810—1866). Навчалася живопису у шведського художника Августа Мальмстрема і у художника-графіка Андерса Лундквіста. Після одруження жила з чоловіком в місті Фалун. Через рік після його смерті Арнберґ переїхала в Стокгольм, де і прожила все життя.
Єлизавета Арнберг брала участь у виставках, організованих Стокгольмською художньою асоціацією. Її твори складаються, в основному, з мініатюр, виконаних на слоновій кістці. На її мініатюрах зображені шведські вчені, інженери, політичні діячі, королі і королеви, принцеси і інші видатні шведські діячі. У роки життя у Фалуні вона також займалася мистецтвом фотографії.
Єлизавета Арнберг померла 6 вересня 1891 року в Стокгольмі.
Твори Арнберг знаходяться у Національному музеї Швеції в Стокгольмі, у Національному музеї Фінляндії у Гельсінкі, у Шведській державній портретній галереї, в приватних художніх колекціях.

## Галерея
|                                    |
| Портрет принцеси Євгенії Шведської |

|                                                                |
| Портрет інженера Карла Густава Далеруса (Carl Gustav Dahlerus) |

|                   |
| Принцеса Жозефіна |

|              |
| Портрет леді |

|                           |
| Королева Марія Антуанетта |

|                            |
| Королева Фредеріка Доротея |

|                         |
| Король Густав IV Адольф |

|                        |
| Король Адольф Фредерік |